# حركة الفنون السوداء

حركة الفنون السوداء

حركة الفنون السوداء هي حركة فنية قادها أمريكيون من أصل إفريقي خلال الستينيات والسبعينيات من القرن العشرين. أنشأت هذه الحركة من خلال النشاط والفن، مؤسسات ثقافية جديدة لتوصل رسالة من الفخر الأسود.
يشير إليها لاري نيل على أنها «الأخت الجمالية والروحية للقوة السوداء»، وقد طبقت حركة الفنون السوداء هذه الأفكار السياسية نفسها على الفن والأدب. قاومت الحركة التأثيرات الغربية التقليدية ووجدت طرقًا جديدة لتقديم التجربة السوداء.
يُعرف الشاعر والكاتب المسرحي أميري بركة على نطاق واسع بأنه مؤسس حركة الفنون السوداء. أنشأ بركة في عام 1965، مسرح الفنون السوداء (بارت/ إس) في هارلم. ألهم ما فعله باراكا العديد من الآخرين لإنشاء منظمات في جميع أنحاء الولايات المتحدة. على الرغم من أن هذه المنظمات استمرت لفترة قصيرة من الزمن، إلا أن تأثير عملها كان دائمًا.

## خلفية
لطالما قدم الأمريكيون من أصل إفريقي مساهمات قيمة في الثقافة الأمريكية. مع ذلك، وبسبب وحشية العبودية والعنصرية في نظام جيم كرو، لم تُعرف هذه المساهمات في غالب الأوقات. على الرغم من استمرار الاضطهاد، واصل الفنانون الأمريكيون من أصل إفريقي إنتاج الأدب والفن الذي من شأنه أن يعكس تجاربهم. كانت النقطة الحاسمة في تاريخ هؤلاء الفنانين هي نهضة هارلم، التي شكلت عصرًا أدبيًا أبرزت العديد من السود.

### نهضة هارلم
هنالك العديد من أوجه التشابه الممكنة بين نهضة هارلم وحركة الفنون السوداء. إن الرابط بين الاثنين قوي للغاية، لدرجة أن بعض الباحثين يشيرون إلى حركة الفنون السوداء باعتبارها النهضة الثانية. يمكن للمرء رؤية هذا الرابط عند قراءة مقالة لانغستن هيوغز في عام 1926 التي حملت عنوان الفنان الزنجي والجبل العنصري. تتناول مقالة هيوغز الأساسية فكرة أن الكتاب السود يقامون المحاولات الخارجية للسيطرة على فنهم، مناقشة أنه في مقابل هذا فإن الفنان الأسود «العظيم حقًا» سيكون الشخص الوحيد الذي يمكن أن يعتنق بشكل كامل ويعبر بحرية عن سواده. 
مع ذلك، فقد افتقدت نهضة هارلم إلى العديد من المواقف السياسية الراديكالية التي حددت حركة الفنون السوداء. فشلت النهضة والعديد من أفكارها بشكل حتمي في النجاة من الكساد الكبير.

### حركة الحقوق المدنية
أثار النشطاء خلال عصر الحقوق المدنية، المزيد والمزيد من الاهتمام باستخدامات الفن السياسية. يظهر العمل المعاصر لأولئك مثل جيمس بالدوين وتشيستر هيمس إمكانية إنشاء «جمالية سوداء» جديدة. أنشئ عدد من المجموعات الفنية خلال هذه الفترة، مثل شعراء أمبرا وتحالف الفنون الحلزونية، التي يمكن اعتبارها أسلافًا لحركة الفنون السوداء.
كان ناشطو الحقوق المدنية مهتمين أيضًا بإنشاء وسائل إعلام مملوكة للسود، وإنشاء مجلات (مثل فريدوموايز وبلاك ديالوغ وذا ليبراتور وذا بلاك سكولار وسول بوك) ودورًا للنشر (مثل الصحيفة النقدية لدادلي راندال وصحافة العالم الثالث). من خلال هذه القنوات، نشرت حركة الفنون السوداء فنها وأدبها ورسائلها السياسية.